# Havasi cirbolyafenyő
A havasi cirbolyafenyő (Pinus cembra) a holarktikus övezetben nagy területen megtalálható fenyőfaj, a tűnyalábos fenyő nemzetségének selyemfenyő-fajcsoportjában a cirbolya alcsoport névadó faja.

## Előfordulása
Olyan helyeken él, ahol az évi középhőmérséklet a fagypont alatt van és évente csak 60–70 fagymentes nap van. Nagyon jól bírja a hideget, és a lucfenyőnél lényegesen jobban ellenáll a viharoknak és a hószakadásnak. Európában főleg a magasabb hegységekben nő. A Felvidéken (a mai Szlovákiában), a Magas-Tátrában a cirbolyafenyő nagy tengerszint feletti magasságokban nő (1820 m-ig). Állományban lucfenyővel és vörösfenyővel elegyedik. Nagyobb magasságban jellegzetes látványt nyújtanak a bércek törpefenyő-bokrai közül kiemelkedő magányos, viharokkal dacoló egyedei. Közeli rokona, a szibériai cirbolyafenyő, amit egyes rendszertanokban alfajának tekintenek, Ázsia északi részén a tajga egyik fő fafajaként hatalmas erdőket alkot az Uráltól egészen a Bajkál-tavon túl.

## Jellemzése
Magassága 35–40 méter, törzsének átmérője akár 1,6 méter is lehet. A fiatal kéreg sima és szürke, az öreg szürkésbarna, barázdált. Ha védett helyen szabadon áll, koronája szabályos kúp alakú; természetes élőhelyein különböző hatásokra aszimmetrikus.
Fényes tűlevelei kb. 9 centiméteresek, tömött csomókban ötösével állnak. Külső oldaluk zöld, a belső kékesszürke.
8–13 centiméteres tobozai egyenesen felfelé állnak. Fiatalon ibolyaszínűek, később vörösesbarnák.
Az erdősítéseknek köszönhetően állománya gyarapszik (IUCN).

## Életmódja
Örökzöld. Átlagosan 500–700 évig él. Levelei 3–5 évig maradnak a fán. A párás levegőt kedveli; ilyenkor az sem zavarja, ha az szennyezett.
Későn fordul termőre. Tobozai a harmadik évben érnek be, majd úgy hullnak le, hogy nem nyílnak fel. Magvai nehezek ezért a szél nem terjeszti őket, csak a madarak. A fenyőszajkó például a sziklák repedéseibe rakja a cirbolyafenyő magvait.

## Felhasználása
Magja ehető; a mandulafenyő (Pinus pinea) magjához hasonló ízű.
Fája nagyon jól faragható, a hársnál is többre tartják pl.: Tirolban.[forrás?]

## Alfajok, változatok
- szibériai cirbolya (Pinus cembra ssp. sibirica)

## Képek

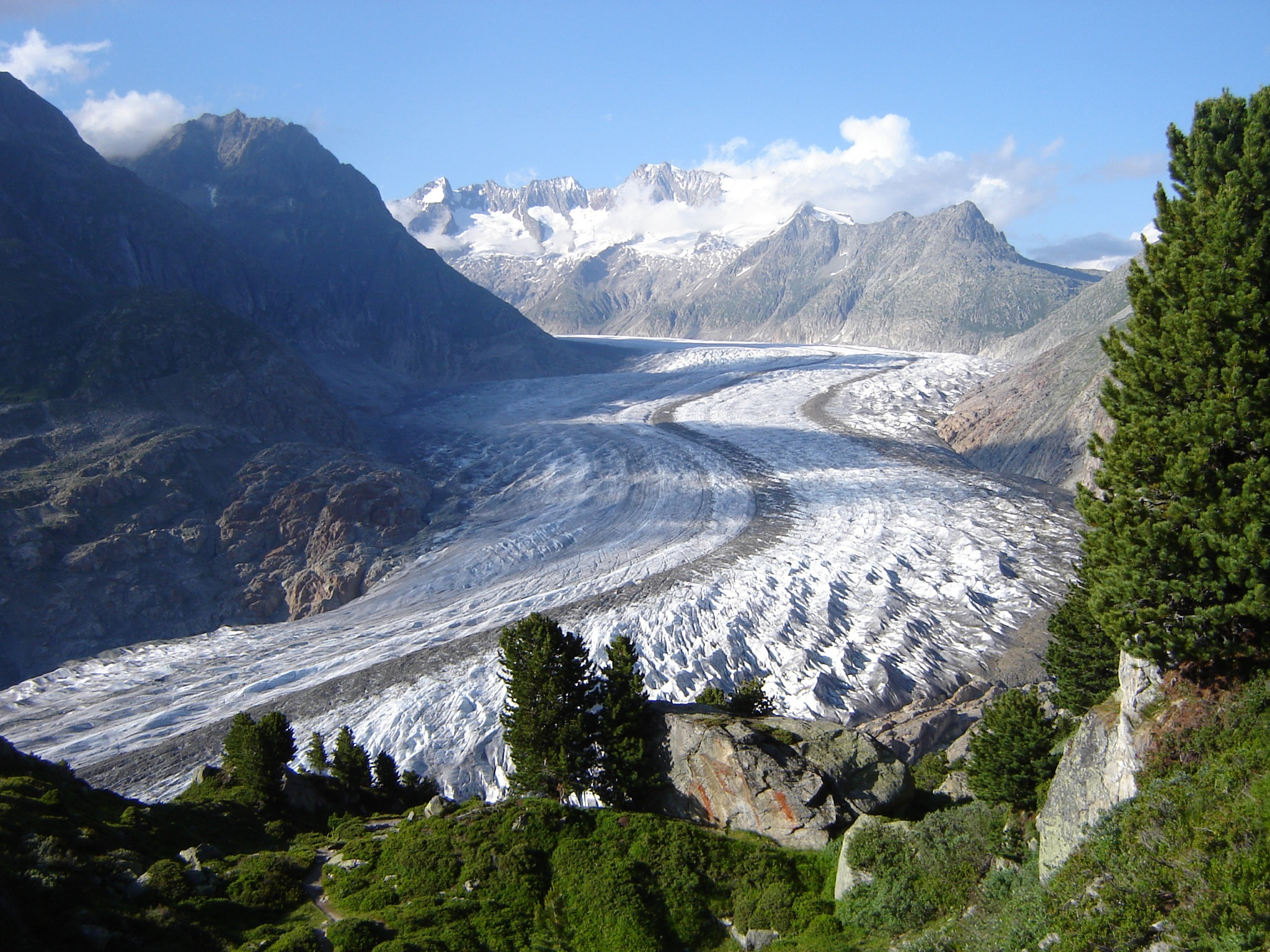
Aletschgleccser cirbolyafenyőkkel
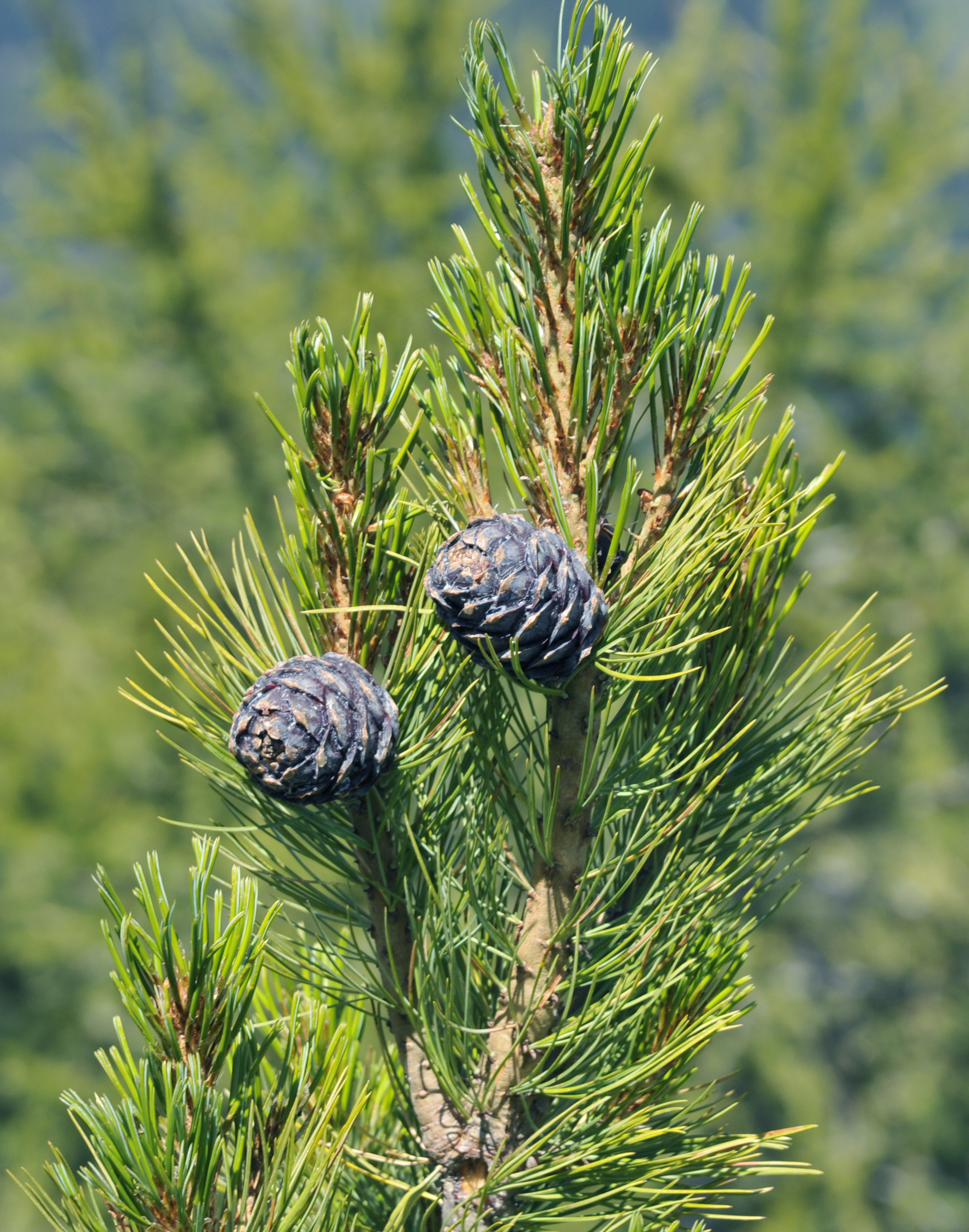
Toboza és tűlevelei
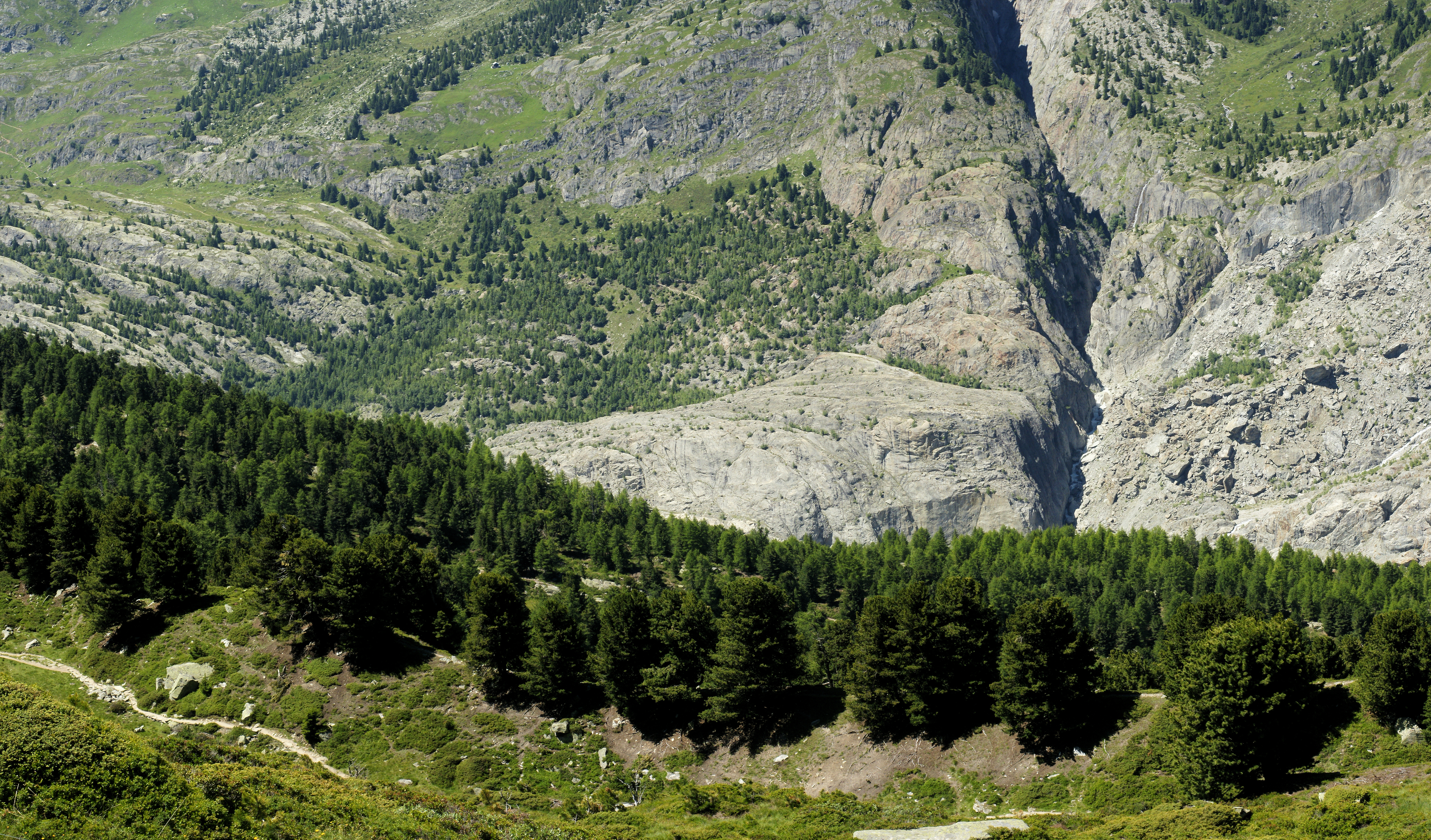
Vörösfenyővel kevert cirbolyafenyves Svájcban
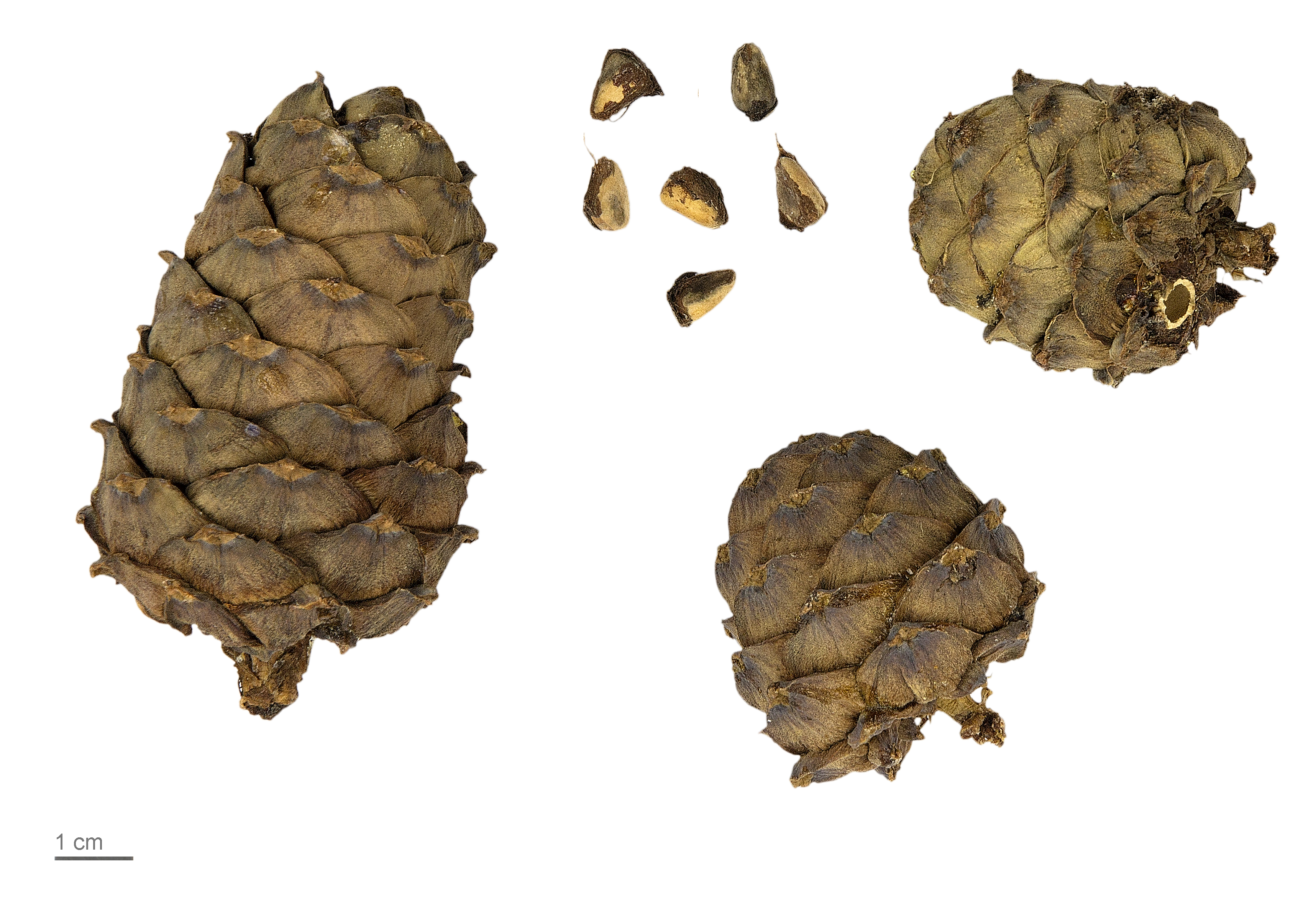
Pinus cembra
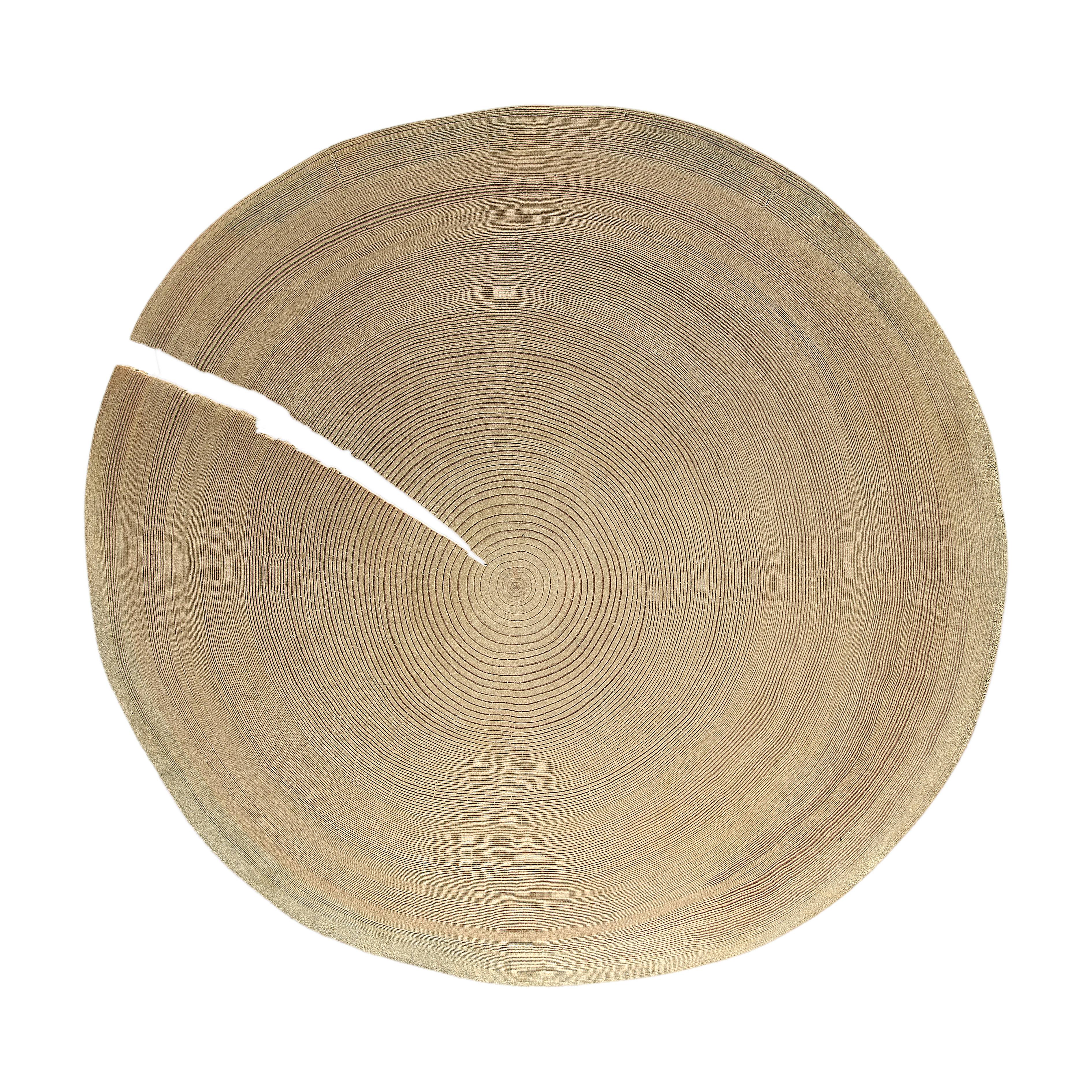
Pinus cembra